# Терещенки (Котелевский район)
Терещенки (укр. Терещенки) — село,
Козловщинский сельский совет,
Котелевский район,
Полтавская область,
Украина.
Код КОАТУУ — 5322281907. Население по переписи 2001 года составляло 62 человека.

## Географическое положение
Село Терещенки примыкает к селу Касьяны, на расстоянии в 1 км находятся сёла Козловщина и Глобовка.
Рядом проходит автомобильная дорога Т-1707.

## История
После 1945 присоеденены хутора Молчаны и Подлуг
Село указано на трехверстовке Полтавской области. Военно-топографическая карта.1869 года как хутор Терещенки